# Трясохвіст прибережний
Трясохві́ст прибережний (Cinclodes nigrofumosus) — вид горобцеподібних птахів родини горнерових (Furnariidae). Ендемік Чилі.

## Опис

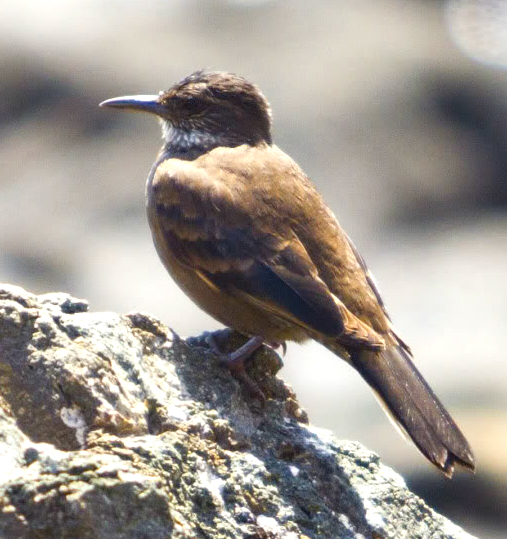
Прибережний трясохвіст

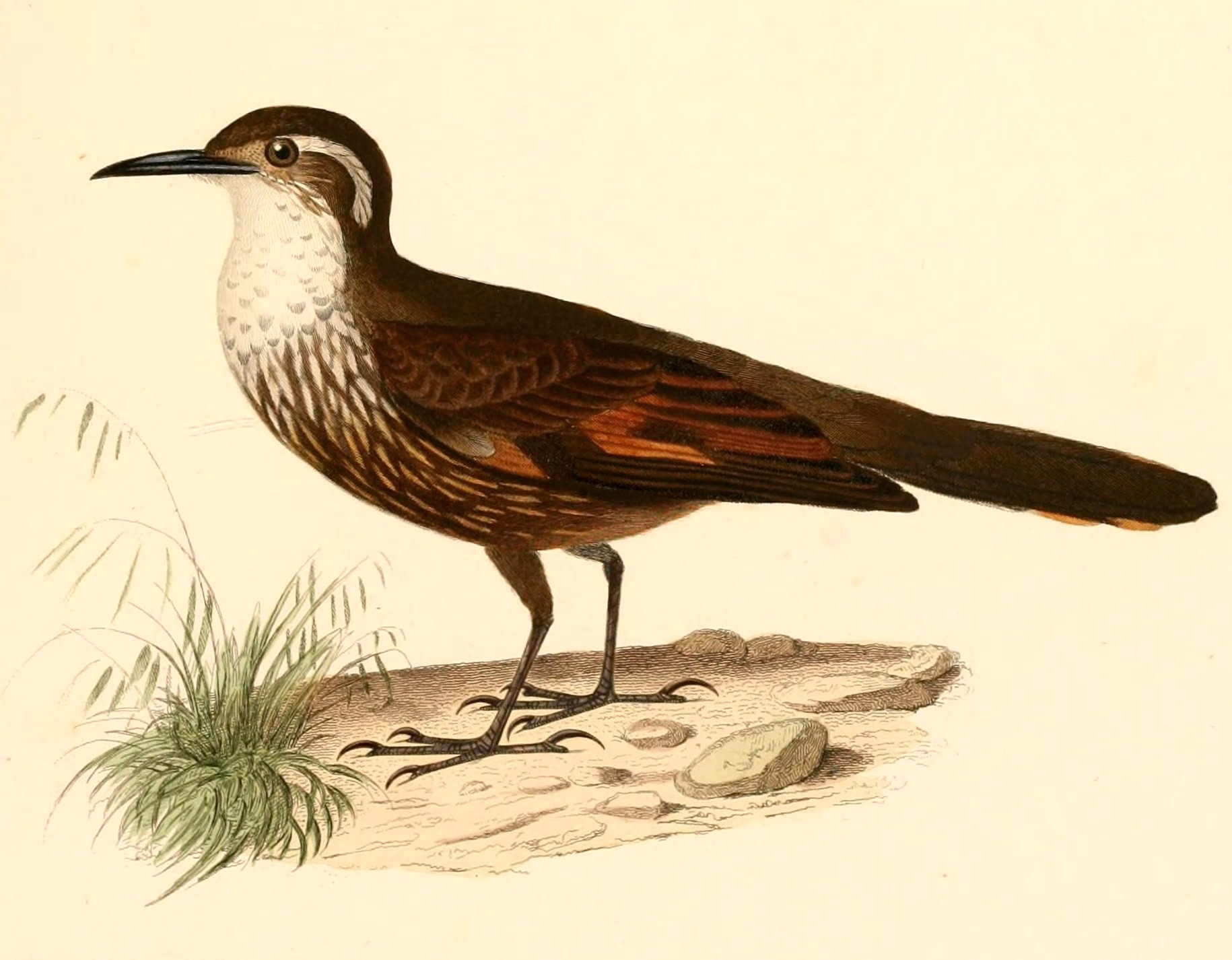
Прибережний трясохвіст (малюнок 1947 року)

Довжина птаха становить 21-22 с, вага 63-67 г. Довжина крила 11,4 см, довжина хвоста 8,6 см. Верхня частина тіла і тім'я чорнувато-бурі. Махові пера чорнуваті,  на кінці світло-рудуваті. Хвіст чорний, крайні стернові пера на кінці білі. Горло і бічні сторни шиї білі. Нижня частина тіла темно-сіра, верхня частина грудей поцятковані білими плямками і смужками. Очі темно-карі. Дзьоб відносно короткий, міцний, чорнуватий, знизу біля основи світліший.
Прибережний трясохвіст — один з небагатьох горобцеподібних птахів, який постійно контактує з солоною водою. Для цього виду океан є основим джерелом води. У прибережних трясохвостів є сольові залози, розатошовіна під очима, розміром 18×1,3×0,3 мм, схожі на залози біловолого пронурка.

## Поширення і екологія
Прибережні трясохвости мешкають на тихоокеанському узбережжі Чилі, від Аріки на півночі до Лос-Ріос на півдні, зокрема на островах Моча та Ісла-де-Лос-Пахарос. Вони живуть на скелястих узбережжях та на ватах. Живляться різноманітними безхребетними, зокрема червами, крабами, молюсками (зокрема Scurria variabilis) і морськими їжаками, а також дрібною рибою. Зустрічаються поодинці і парами, іноді приєднуюються до змішаних зграй куликів. Сезон розмноження триває навесні-влітку. Гніздо робиться з водоростей, розміщується в тріщинах серед скель. В кладці 3-4 яйця.